# Alisterus
Alisterus – rodzaj ptaków z podrodziny papug wschodnich (Psittaculinae) w rodzinie papug wschodnich (Psittaculidae).

## Zasięg występowania
Rodzaj obejmuje gatunki występujące na Molukach, Nowej Gwinei i w Australii.

## Morfologia
Długość ciała 35–43 cm; masa ciała 138–275 g.

## Systematyka

### Etymologia
- Aprosmictus: gr. απροσμικτος aprosmiktos „nietowarzyski”, od negatywnego przedrostka α- a-; προσμενω prosmenō „pozostać przywiązany do”[5].
- Alisterus: Alister William Mathews (1907–1985), syn australijskiego ornitologa, autora opisu rodzaju Gregory’ego Mathewsa[6]. Nowa nazwa dla Aprosmictus Gould, 1865, gatunek typowy z oryginalnej desygnacji[7].

### Podział systematyczny
Do rodzaju należą następujące gatunki:
- Alisterus scapularis (M.H.C. Lichtenstein, 1816) – szkarłatka królewska
- Alisterus amboinensis (Linnaeus, 1766) – szkarłatka niebieskogrzbieta
- Alisterus chloropterus (E.P. Ramsay, 1879) – szkarłatka żółtoskrzydła